# Sucre simple
Les sucres simples sont des glucides (ou hydrates de carbone) simples. Ils sont généralement opposés aux sucres ou glucides complexes.

## Définition, caractérisation, exemples
Les sucres simples sont des glucides simples, du type ose (monosaccharide) ou diholoside (disaccharide). 
Les oses sont principalement le glucose, le fructose, le galactose, le mannose. Leur molécule, un hexose (qui comprend 6 atomes de carbone), n'est pas hydrolysable, ce sont les sucres les plus simples.
Les diholosides ont une molécule formée par la réunion de deux monosaccharides. Les plus connus sont le saccharose, le lactose, le maltose. Cette molécule se décompose par hydrolyse en deux sucres simples ; par exemple le saccharose se décompose en glucose et fructose.
Il existe souvent une association erronée entre les termes de « glucides complexes » et ceux de « glucides (ou même sucres) lents » ainsi qu'entre les termes de « glucides simples » et ceux de « glucides (ou sucres) rapides ». De même, les mots « sucres » et « glucides » sont souvent utilisés en tant que synonymes dans la communication des groupes agroalimentaires français et par une partie du monde médical, alors qu'ils ne le sont jamais dans les définitions scientifiques. 

## Propriétés, impact pour l'homme
Les  sucres simples, facilement assimilables par l'organisme, sont dits « sucres rapides », à « index glycémique élevé ».  Les « sucres lents » sont au contraire à « faible index glycémique ». L'index glycémique indique la capacité d'un glucide donné à élever la glycémie à la suite de son ingestion, par rapport au glucose pur. Cependant, il a été aperçu que certains sucres, dits lents, provoquaient un pic glucidique aussi important que certains sucres rapides.
La molécule des polysaccharides est formée par la réunion d'un nombre élevé de molécules de sucres simples. Par exemple, l'amidon et la cellulose sont des polymères du glucose. Ce ne sont pas des sucres, mais leur décomposition au cours de la digestion libère progressivement des sucres simples.
Chez l'homme, tous les polysaccharides ne sont pas assimilables comme l'amidon, ainsi la cellulose n'est hydrolysable en sucres simples que chez certaines espèces xylophages (telles les termites et certains champignons) synthétisant des enzymes digestives spécifiques.

## Impact pour la société et la santé publique
La distinction est importante pour la santé, puisque les études récentes en nutrition montrent ou confirment que les aliments à base de sucres lents sont beaucoup plus bénéfiques, tandis que ceux à base de sucres rapides sont très néfastes, et contribuent très fortement à l'épidémie d'obésité, au développement rapide du diabète sucré, de maladies cardiovasculaires, et aussi de cancers.